# Distrito de Yunga
El distrito peruano de Yunga es uno de los 11 distritos de la provincia de General Sánchez Cerro, ubicada en el departamento de Moquegua, bajo la administración del Gobierno regional de Moquegua, en el sur del Perú.
Desde el punto de vista jerárquico de la Iglesia católica forma parte de la diócesis de Tacna y Moquegua la cual, a su vez, pertenece a la arquidiócesis de Arequipa.

## Historia
El distrito fue creado mediante Ley No.15466 del 19 de marzo de 1965, en el primer gobierno de Fernando Belaúnde.

## Demografía
La población estimada en el año 2000 era de 696 habitantes.

## Autoridades

### Municipales
2011-2014
Alcalde:Pedro Pablo Manuel Manuel, Avancemos por la Unidad y la Grandeza.
- 2015-2018
  - Alcalde: Juan Miguel Ajahuana Cristóbal, del Movimiento Líder - Lista de Integración para el Desarrollo Regional.
  - Regidores:

  1. Alfredo Mamani Nicolás (Movimiento Líder - Lista de Integración para el Desarrollo Regional)
  2. Huber Russell Calizaya Manuel (Movimiento Líder - Lista de Integración para el Desarrollo Regional)
  3. Victoria Marisol Chivigorri Mamani De Vilca (Movimiento Líder - Lista de Integración para el Desarrollo Regional)
  4. Matilde Elvira Mamani Pari (Movimiento Líder - Lista de Integración para el Desarrollo Regional)
  5. Nicomedes Chambilla Flores (Vamos Perú)

### Religiosas
La  población de Yunga es católica y cristiana

### Policiales
La  población de yunga cuenta con una comisaría con basta de policías y patrullaje.

## Festividades
- 15 de mayo: San Isidro
- 2 de junio: Santísima Trinidad
- 8 de septiembre virgen de natividad Exchaje..